# 上东城 (纽约)
上东城（英語：Upper East Side）是纽约市曼哈顿的一片区域，西到中央公園，东到东河，南到59街，北到96街。这里拥有美国最昂贵的住宅。